# 里 (朝鮮半島行政區劃)
里是朝鮮半島的地區劃分名稱，在朝鮮民主主義人民共和國已經在1952年與洞改制為勞動者區；而大韓民國行政區劃則將洞置於邑、面、洞之下，也設有行政里（韓語：행정리）和法定里（韓語：법정리）之分。
里源于古代中国。在朝鲜王朝统治的17世纪后期，里、面成为郡县以下的乡村行政建置单位:98。

## 參看
- 洞
  - 法定洞
  - 行政洞
- 面
- 村里